# آوگوست سانگ
آوگوست سانگ (استونیایی: August Sang; ۲۷ ژوئیهٔ ۱۹۱۴ – ۱۴ اکتبر ۱۹۶۹) شاعر و مترجم اهل استونی بود. وی دانش‌آموخته دانشکده فلسفه دانشگاه تارتو است.